# Christiane Stutzmann
Christiane Stutzmann (* 7. November 1939 in  Pont-à-Mousson/Grand Est) ist eine französische Opernsängerin (Sopran) und Gesangspädagogin.

## Leben
Stutzmann studierte am Konservatorium von Nancy Klavier, Orgel und Gesang ein erhielt den Prix d’Excellence im Fach Gesang. Am Pariser Konservatorium setzte sie ihre Ausbildung bei Jean Giraudeau fort und erhielt bereits im ersten Jahr den Ersten Preis in Gesang. Ihre dramatische Sopranstimme verschaffte ihr schnell Auftritte an den großen Opernbühnen Frankreichs u. a. in Lyon, Nizza, Toulouse, Bordeaux, Marseille, Metz, Nancy, Rouen, Lille und Straßburg, und sie sang die großen Rollen des Opernrepertoires, u. a. die Titelrolle in Giacomo Puccinis Tosca und die Marguerite in Charles Gounods Faust.
An der Pariser Oper debütierte sie 1968 als Tosca und trat dann als Maguerite und in Georges Bizets Carmen als Micaëla auf. An der Opéra-Comique sang sie u. a. die Madama Butterfly (Giacomo Puccini), die Mimi in Puccinis La Bohème, die Gräfin Almaviva in Mozarts Le nozze di Figaro und die Nedda in Ruggero Leoncavallos Pagliacci.
Ihr Auftritt an der Oper von Nizza als Desdemona in Verdis Otello an der Seite von Mario del Monaco öffnete ihr den Weg auf die internationalen Opernbühnen mit Auftritten u. a. Teatro San Carlo in Neapel, am Teatro La Fenice in Venedig, am Teatro Massimo Bellini in Catania, am Theatro Municipal in Rio de Janeiro, am Teatro Real in Madrid und an der Lo Monnaie in Brüssel.
Stutzmann profilierte sich als Interpretin der französischen und italienischen Oper und sang mehr als 50 Hauptrollen dieses Repertoires, außerdem trat sie auch als Operettensängerin hervor. Auch zeitgenössische Komponisten  wie Raffaello de Banfield (Alissa), Renzo Rossellini (L’Annonce faite à Marie), Gilbert Bécaud (L’Opéra d’Aran), Ivan Semenoff (La Contagion, Sire Halewyn), Bohuslav Martinů (The Greek Passion), Marc Berthomieu (Koenigsmark), André Ameller (Cyrnos) und Alain Vanzo (Pêcheur d’Etoile) komponierten in ihren Opern Rollen für sie.
Als Honorarprofessorin unterrichtete Stutzmann Gesang am Konservatorium von Nancy und an der Schola Cantorum in Paris und war die erste Gesangslehrerin ihrer Tochter, der Sängerin und Dirigentin Nathalie Stutzmann. Außerdem studierten u. a. Benoît Arnould, Andrea Büchel, Julie Cherrier-Hoffmann und Emiliano Gonzalez‐Toro bei ihr. Ausgezeichnet wurde sie u. a. als Chevalier der Ehrenlegion, Officier des Ordre des Arts et des Lettres und Chevalier des Ordre des Palmes Académiques. 